# I'm on My Way
I'm On My Way, skriven av Charles Reid och Craig Reid, är en låt av den skotska rockgruppen The Proclaimers, till deras album Sunshine on Leith 1988. 1989 släpptes den på singel, vilken som bäst nådde placeringen #43 i Storbritannien. Melodin användes till komedifilmen Shrek 2001.
För att visa gruppens stöd till den skotska fotbollsklubben Hibernian FC, spelades "I'm On My Way" på Hampden Park då Hibernian FC vunnit med 5-1 över Kilmarnock FC och därmed säkrat segern i den skotska ligacupen säsongen 2006/2007.
Kikki Danielsson har spelat in en coverversion av sången, med text på svenska skriven av Ulf Söderberg. Den hette då "Jag är på väg", och låg på hennes album "Canzone d'amore" 1989  samt på hennes samlingsalbum "I dag & i morgon" 2006.
Textskillnader förekommer, till exempel sjunger The Proclaimers att de först tog bussen fast de kunnat promenera, för att därefter promenera, medan Kikki Danielsson sjunger att hon missade sista bussen, och därför måste promenera de sista milen då hon råkat låsa in nyckeln i bilen och köpt en ros för pengarna till taxiresa.